# 354

## Nașteri
- 13 noiembrie: Augustin de Hipona, episcop, filosof, teolog, doctor al Bisericii (d. 430)

## Decese
- dată necunoscută: Constantius Gallus  (n. 325)